# Nom personnel
Le nom personnel est le nom donné à une personne pour la désigner sans ambigüité.
De la culture à laquelle appartiennent le locuteur et la personne nommée, dépendent les composants du nom personnel (cf.inf.) et l'ordre dans lequel ils sont donnés : le réalisateur japonais souvent appelé en France Hayao Miyazaki est appelé dans sa langue 宮崎 駿, qui se translittère en Miyazaki Hayao.

## Articles détaillés par langue
- Europe : russe, hongrois
- Afrique centrale : peuple Vili
- Asie : birman, japonais, coréen, chinois.
- Pays/cultures multilingues : Belgique, Canada, Suisse.
- Autres : arabe, latin, France, Islande,

## Autres articles connexes
- Prénom
- Postnom
- Deuxième prénom
- Nom (droit)
- Nom d'usage
- Nom de famille
- Patronyme